# Neoscona facundoi
Neoscona facundoi là một loài nhện trong họ Araneidae.
Loài này thuộc chi Neoscona. Neoscona facundoi được miêu tả năm 2008 bởi Alberto Barrion-Dupo.